# Josef Orth
Josef Orth (1914) é um ex-futebolista checo que atuava como defensor.

## Carreira
Josef Orth fez parte do elenco da Seleção Checoslovaca de Futebol, na Copa de 1938. 